# 王家沱
王家沱位於中華人民共和國重慶市南岸区弹子石地区。

## 历史
王家沱曾是重慶日租界。1895年的《马关条约》后，重庆被辟为通商口岸。日本在南岸弹子石地区的王家沱、窍角沱一带，以每年232元的租金，租占了“深约400丈、宽约250丈”，折合166亩的土地。